# عبد الحميد كاظم

عبد الحميد كاظم حميد السامرائي هو سياسي عراقي شغل منصب وزير المعارف أكثر من مرة خلال العهد الملكي في العراق.

## سيرته
هو السيد عبد الحميد كاظم حميد صالح محمد حمزة السامرائي من عشيرة البو أسود التي ينتهي نسبها إلى الإمام علي الهادي، وترجع أصولها لمنطقة صعيوة (ناحية المعتصم حاليا).
ولد في قرية السبتية في قضاء الخالص 5 أيار 1912 (أو ولد في عام 1910).
سكن مع عائلته قرية الهويدر قرب بعقوبة، ودخل مدرستها الابتدائية، ثم أكمل دراسته الابتدائية في مدرسة بعقوبة الابتدائية الأولى ويتخرج متفوقا الأول على لواء ديالى عام 1926، ثم دخل دار المعلمين الابتدائية وتخرج منها عام 1930. وفي عام 1932، أوفد إلى الجامعة الأمريكية في بيروت لمدة سنتين.
وفي عام 1934، سافر إلى الولايات المتحدة الأمريكية للدراسة في جامعة كولومبيا ويحصل على شهادة الماجستير عام 1937. وعاد إلى الولايات المتحدة عام 1945 لدراسة الدكتوراه التي أكملها عام 1947 من الجامعة نفسها، وكانت بحثه بعنوان «خطة إعادة تنظيم أعداد المعلمين في العراق»، وحصل على تكريم الرئيس الأمريكي هاري ترومان.
تزوج عام 1939 من السيدة أسماء حسين شاكر الآلوسي، حفيدة الشيخ أبي الثناء الآلوسي، وله منها مازن وماجد ومحمد باسل.
ابنه الأستاذ الدكتور مازن عبد الحميد كاظم كان عميد كلية الهندسة في جامعة صدام (سميت جامعة النهرين لاحقا) وأحد علماء العراق في الهندسة الكهربائية، كما عمل مستشارا علميا في وزارة الدفاع وكذلك أستاذ الهندسة الكهربائية في الجامعة الأردنية، كما ساهم في بناء قسم الهندسة الكهربائية في الجامعة التكنولوجية في بغداد.

## سيرته العملية
شغل مناصب مختلفة في وزارة المعارف، كما عمل مع منظمة اليونسكو.
شغل منصب وزير المعارف في وزارة أرشد العمري الثانية عام 1954 ثم شغل منصب وزير المعارف في أربعة وزارات متتالية هي وزارة علي جودت الأيوبي الثالثة ووزارة نوري السعيد الرابعة عشر ووزارة أحمد مختار بابان، وهي آخر وزارات العهد الملكي.
كما انتخب نائبا عن لواء الديوانية عام 1957 ونائبا عن لواء ديالى عام 1958.
وفي عهده أسست جامعة بغداد، وعين متي عقراوي رئيسا لها.
وبعد ثورة 14 تموز 1958، اعتقل لفترة أقل من ثلاثة أشهر ثم أطلق سراحه، وغادر العراق.
عمل بعدها مع اليونسكو في السودان وليبيا ولبنان. عاد في عقد السبعينيات إلى العراق للاستقرار.

## وفاته
توفي في لندن في 13 أيلول 1976 ودفن في بغداد في مقبرة معروف الكرخي في 16 أيلول 1976.

## مؤلفاته
من مؤلفاته:
- ترجمة كتاب «علم النفس» لروبرت سشنز ودورث
- الكتب والمكتبات في المدارس الابتدائية
- كتاب القراءة للمدارس الابتدائية مع محمد بهجة الأثري

## كتب عنه
- «عبد الحميد كاظم حميد واثره الثقافي والسياسي في وزارة المعارف 1957- 1958م»، وهو بحث للباحثين أ.د. صادق حسن السوداني وعدنان ياسين حسين منشور في العدد 74 الجزء الثاني لسنة 2017 في مجلة ديالى للبحوث الإنسانية في كلية التربية للعلوم الإنسانية في جامعة ديالى.[3]
- عـبد الحميد كاظم ودوره التربوي والسياسي في العـراق حتى عام 1958، بحث م.م. إسراء خزعل ظاهر، العدد الستون من مجلة ديالى.[2]